# Bok Center
Bank of Oklahoma Center alternativt Bok Center, marknadsfört som BOK Center, är en inomhusarena som ligger i Tulsa, Oklahoma i USA. Den har en publikkapacitet på mellan 13 644 och 19 199 åskådare beroende på arrangemang. Inomhusarenan började byggas den 31 augusti 2005 och invigdes den 30 augusti 2008. Bok Center används som hemmaarena för ishockeylaget Tulsa Oilers och tidigare av bland annat basketlaget Tulsa Shock.